# 사스페
사스페(알레만어: Saas-Fee [saːs fiː])는 자스탈 또는 자스 계곡의 주요 마을이며, 스위스 발레주의 피스프구에 있는 자치체이다. 이 마을은 1,800m의 높은 산악 고원에 위치해 있다. 알프스에서 가장 집중된 4,000m 이상의 총 13개의 봉우리로 둘러싸여 있어 마을을 ‘알프스의 진주’라는 별명을 얻었다. 잘 보존된 스위스 목재 건축물과 차가 없는 도심이 특징인 고전적인 스키 리조트이다. 그 동네에 있는 마을에는 자스-알마겔, 자스-그룬트 및 자스-발렌이 있다.

## 개요

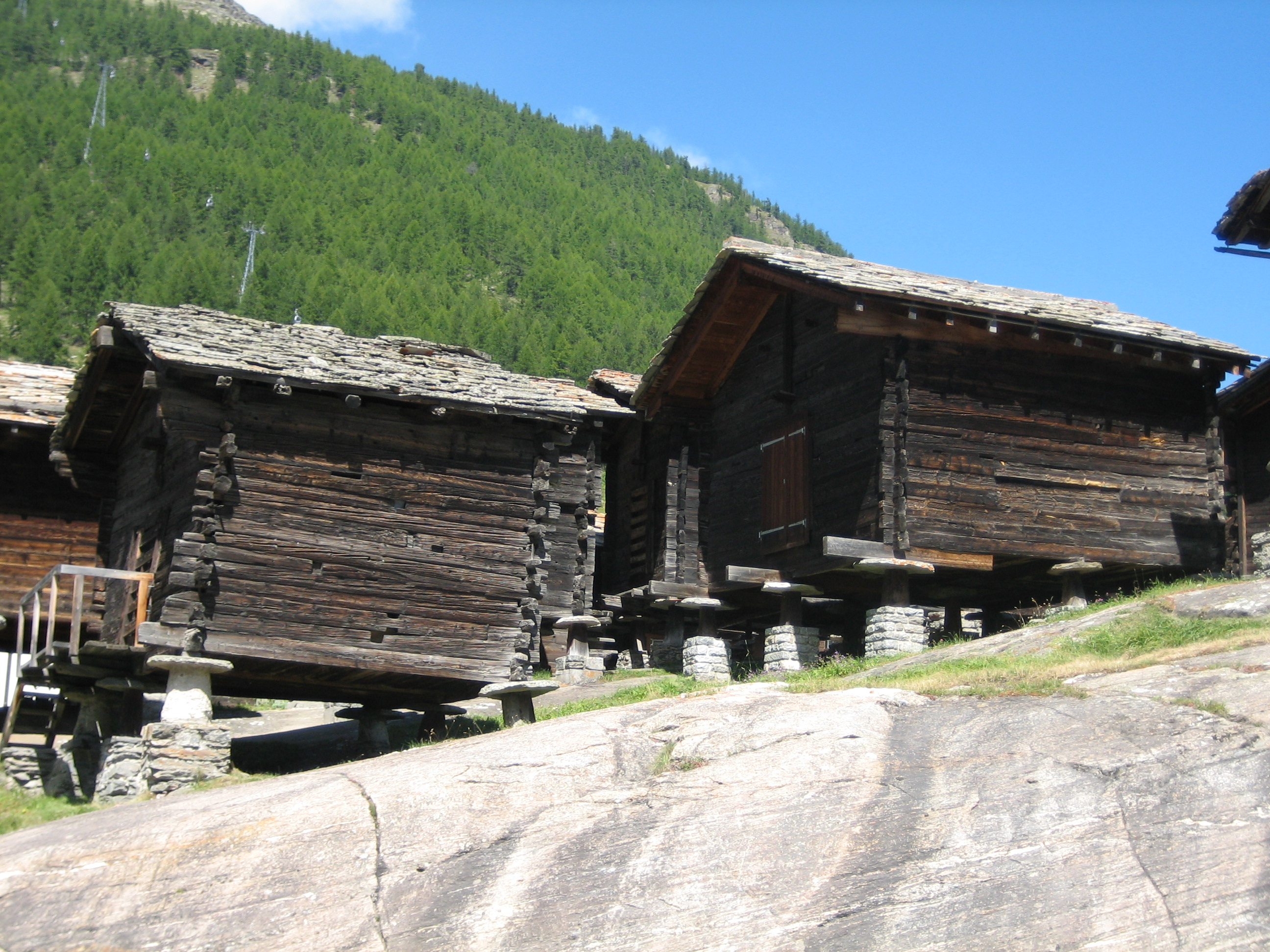
사스페의 전통적인 라카르드 곡물저장소

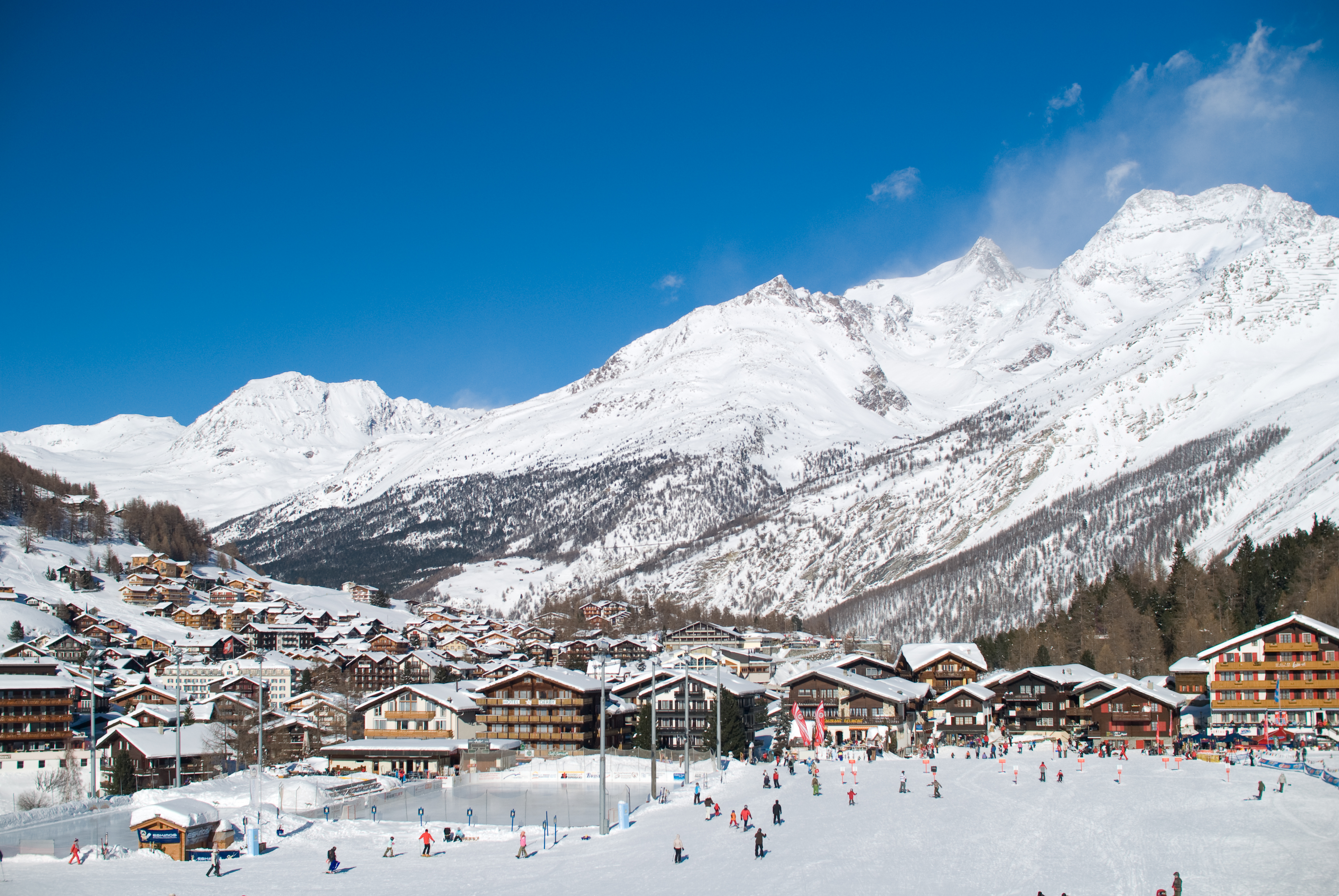
슬로프 아래에서 본 사스페

돔 빙하와 알라린호른 빙하에 가까운 곳에 위치해 있기 때문에 일년내내 겨울 스포츠를 즐길 수 있다. 바이스미스, 나델호른 및 렌츠슈피츠와 같은 인근 봉우리는 여름 시즌에 인기 있는 등반지이다. 커뮤니티는 스위스 알프스에서 매우 매력적인 겨울 스포츠 목적지로 간주된다. 대표적인 활동으로는 스키, 스노보드, 스노슈 트레킹, 협곡 등반, 빙벽 등반 등이 있다.
사스페는 3개의 케이블카, 1개의 푸니쿨라 철도(메트로 알핀), 5개의 곤돌라(워커 전용 1개), 2개의 체어리프트를 포함한 22개의 리프트를 제공하며 나머지는 지상 리프트(드래그 리프트)이다. 스키 런은 1,800m의 수직 낙하, 3,600m의 최고 고도를 가지며, 150km(초급 80km, 중급 45km, 고급 25km)를 커버한다. 다른 활동으로는 패러글라이딩, 행글라이딩, 터보건 등이 있다.
사스페는 자동차나 버스로 갈 수 있다. 포스트버스는 하루 종일 브리크와 피스프에서 30분 간격으로 운행되지만, 겨울에는 버스 터미널 너머로 버스를 운행하지 않는다. 자동차는 도시에 진입할 수 없다(외부 특수 주차장에 주차해야 함). 호텔과 스키장 사이의 거리에서는 소형 전기 자동차만 운행한다. 대부분의 자동차를 제외하기로 한 결정은 대기 오염을 제거하기 위해 1951년 자스 그룬트에서 도로 건설 당시 마을에서 이루어졌다.
이 리조트는 클래식 음악, 스포츠 및 레저 복합 시설, 레스토랑, 나이트클럽을 포함한 다양한 문화, 스포츠 및 오프 슬로프 활동을 제공한다. 이 리조트는 스키장까지 세계에서 가장 높은 지하 케이블카 철도 와 3,500m에 세계에서 가장 높은 회전 레스토랑을 갖추고 있다. 사스페의 관광 슬로건은 “알프스의 진주”(Die Perle der Alpen)이며, 알프스에서 가장 많은 4,000미터 이상의 봉우리로 둘러싸여 있다. 유럽 대학원의 캠퍼스는 사스페에 있다.
사스페에는 목재와 석재 기반 건축물이 특징인 잘 보존된 도심이 있다. 마을의 디자인 지침에 따르면 집의 특성을 유지하려면 40%가 목조여야 한다.

## 역사
사스페는 1304년에 vee로 처음 언급되었다. 지방 자치체는 이전에 프랑스어 이름 Fée ([fe])라고 불렸지만, 그 이름은 더 이상 사용되지 않는다.

## 지리

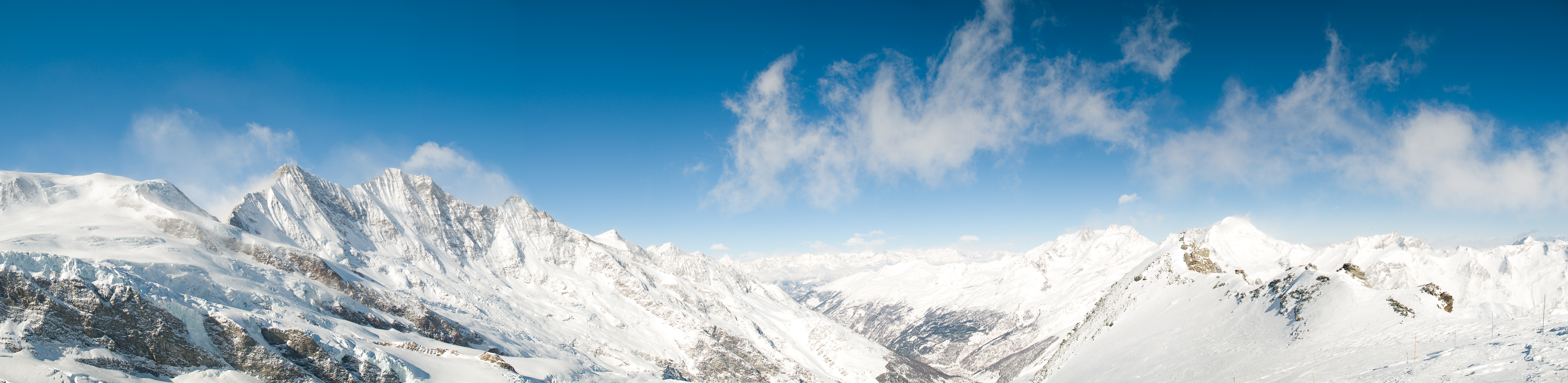
좌측으로 페빙하, 알푸벨, 테쉬호른, 돔, 렌츠슈피체 그리고 중하부에 사스페와 자스 그룬트를 보여주는 풍경

사스페의 면적은 2011년 기준으로 40.6k㎡이다. 이 면적 중 5.7%는 농업용으로 사용되고, 9.5%는 산림이다. 나머지 토지 중 1.3%는 정착지(건물 또는 도로)이고 83.6%는 불모지이다.
시정촌은 돔산 기슭의 피스프구에 있다. 이 마을은 13개의 4천미터 산(해발 4,000미터 이상의 산)으로 둘러싸여 있다.

## 인구통계

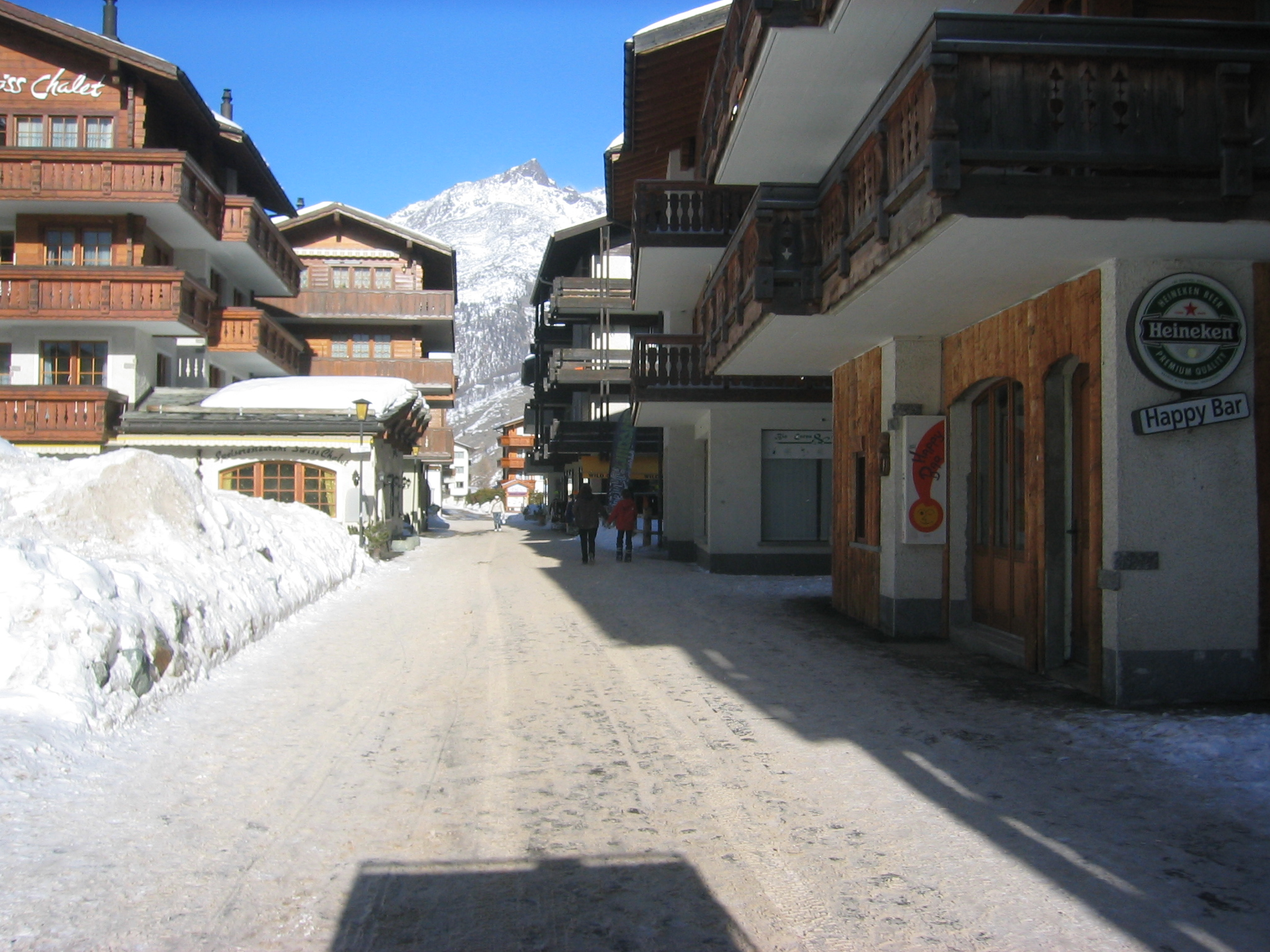
사스페

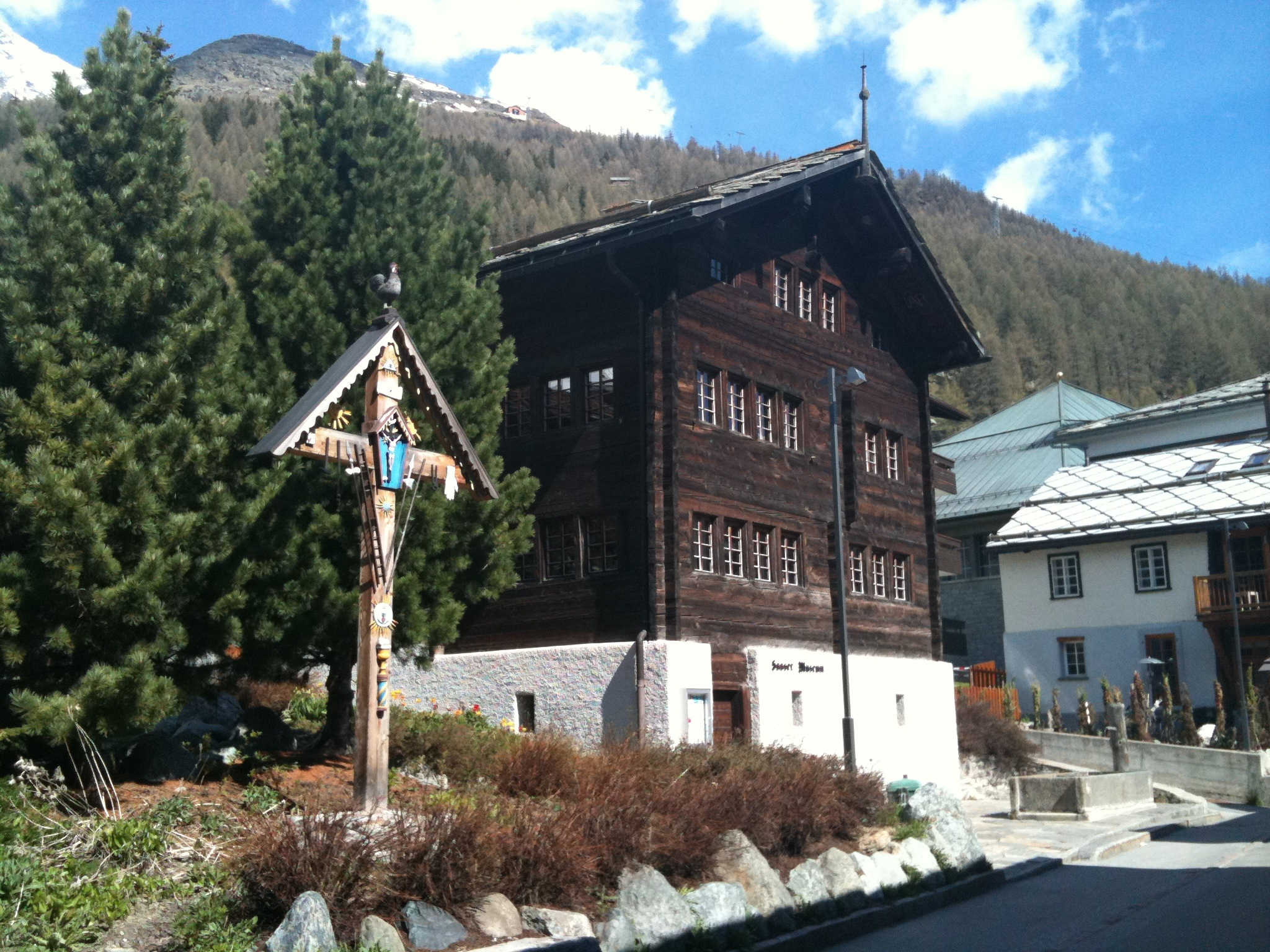
사스페 시립 박물관

2020년 12월 기준, 사스페의 인구는 1,559명이다. 2008년 기준으로 인구의 28.5%가 거주하는 외국인이다. 2000년부터 2010년까지 지난 10년 동안 인구는 3.4%의 비율로 변화했다. 이주로 인해 0.5%의 비율로, 출생 및 사망으로 인해 6.3%의 비율로 변경되었다.
2000년 기준, 인구 대부분인 1,243명(85.5%)이 독일어를 모국어로 사용한다. 사용되는 독일어 방언은 발저 독일어라고 하며, 표준 독일어 사용자가 부분적으로 알아들을 수 없다. 세르보-크로아티아어가 98명(6.7%)으로 두 번째로 많이 사용되며, 포르투갈어가 47명(또는 3.2%)으로 세 번째이다. 프랑스어를 할 줄 아는 사람이 16명, 이탈리아어를 할 줄 아는 사람이 12명, 로만슈어를 할 줄 아는 사람이 2명 있다.
지자체의 인구 중 745명(약 51.2%)이 사스페에서 태어나 2000년에 거기에 살았다. 같은 주에서 태어난 200명(13.8%)이 있었고, 207명(14.2%)이 스위스 다른 곳에서 태어났다. 265명(18.2%)은 스위스 이외의 지역에서 태어났다.
2000년 기준으로 아동·청소년(0~19세)이 23.6%, 성인(20~64세)이 64.6%, 노인(64세 이상)이 11.8%를 차지하고 있다.
2000년 기준으로 시정촌에 미혼이거나 독신인 사람은 648명이다. 기혼자는 717명, 미망인은 69명, 이혼한 사람은 20명이었다.
2000년 기준으로 시정촌에는 625가구이며, 가구당 평균 2.2명이다. 1인 가구는 243가구, 5인 이상 가구는 34가구였다. 2000 년에는 총 604가구(전체의 39.4%)가 상설 임대되었고, 864가구(56.4%)가 계절적 임대, 64가구(4.2%)가 공실이었다. 2009년 기준 신규주택 건설률은 인구 1000명당 12.2세대이다.  2010년 시정촌 공실률은 3.83%였다.
역사적 인구는 다음 차트에 나와 있다.

### 종교

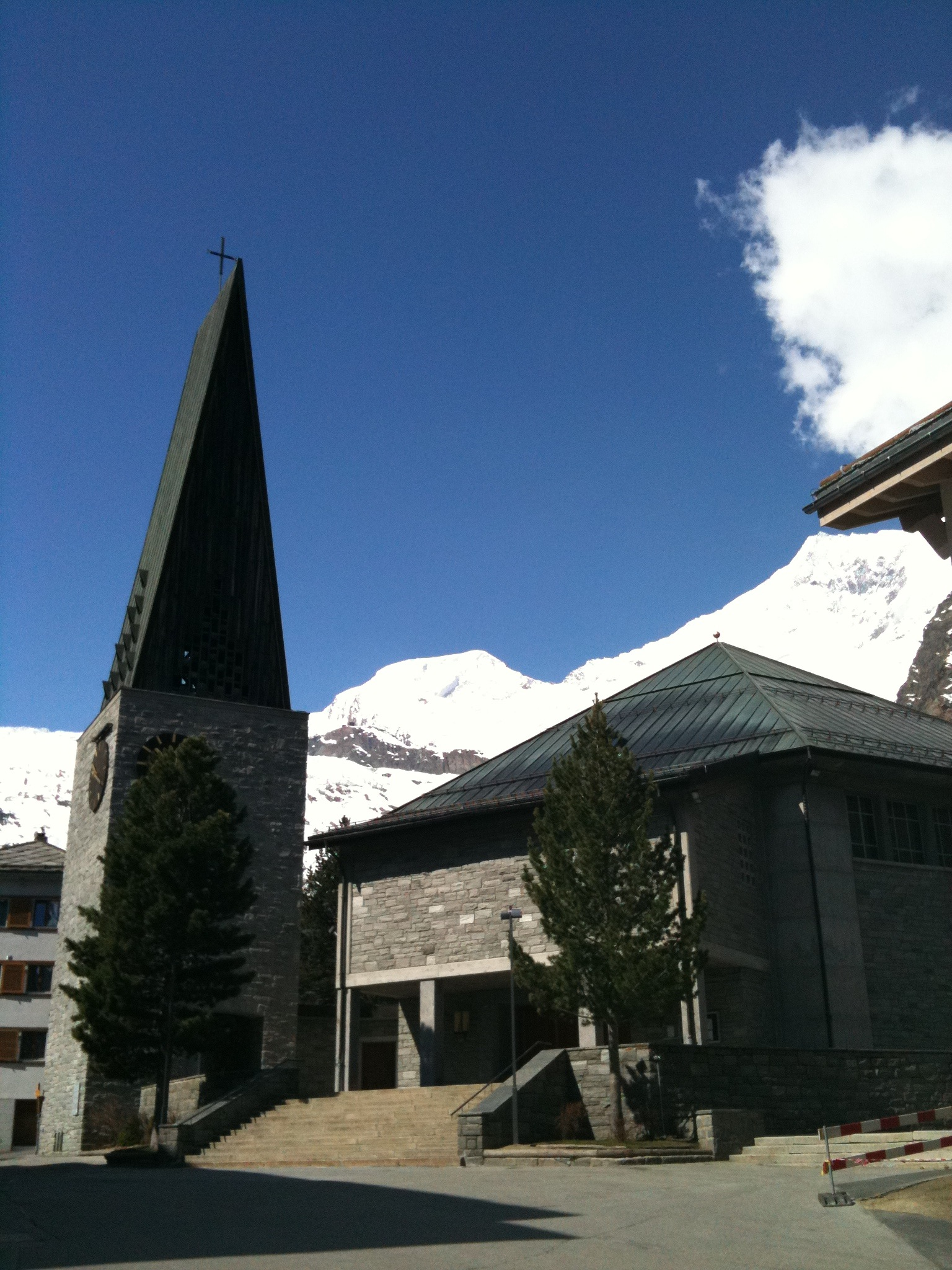
사스페의 헤르츠-예수 교회

2000년 인구 조사에 따르면 1,166명(93.0%)이 로마 가톨릭 신자이고, 46명(3.7%)이 스위스 개혁 교회에 속해 있다. 나머지 인구 중 정교회 교인은 5명 (0.40%)이었고, 다른 기독교 교인은 13명(1.04%)이었다. 이슬람교는 4명(0.32%), 불교가 2명 있었다. 11명(인구의 약 0.88%)은 교회에 속하지 않았고, 불가지론자 또는 무신론자였으며, 13명(인구의 약 1.04%)은 질문에 대답하지 않았다.

## 정치
2007년 연방 선거에서 가장 인기 있는 정당은 64.08%의 득표율을 기록한 CVP였다. 다음으로 가장 인기 있는 세 정당은 FDP (23.78%), SVP (7.06%), SP (3.2%)였다. 이번 연방 총선에서는 총 678표가 투표됐고, 투표율은 67.1%였다.
2009년 국무원 선거에서 총 703표가 투표되었으며, 그중 26표(약 3.7%)가 무효였다. 투표율은 69.5%로 주 평균인 54.67%를 훨씬 웃돌았다. 2007년 스위스 평의회 선거에서 총 666표가 투표되었으며, 그중 30% 또는 약 4.5%가 무효였다. 유권자 참여율은 66.3%로 주 평균인 59.88%를 훨씬 웃돌았다.

## 경제

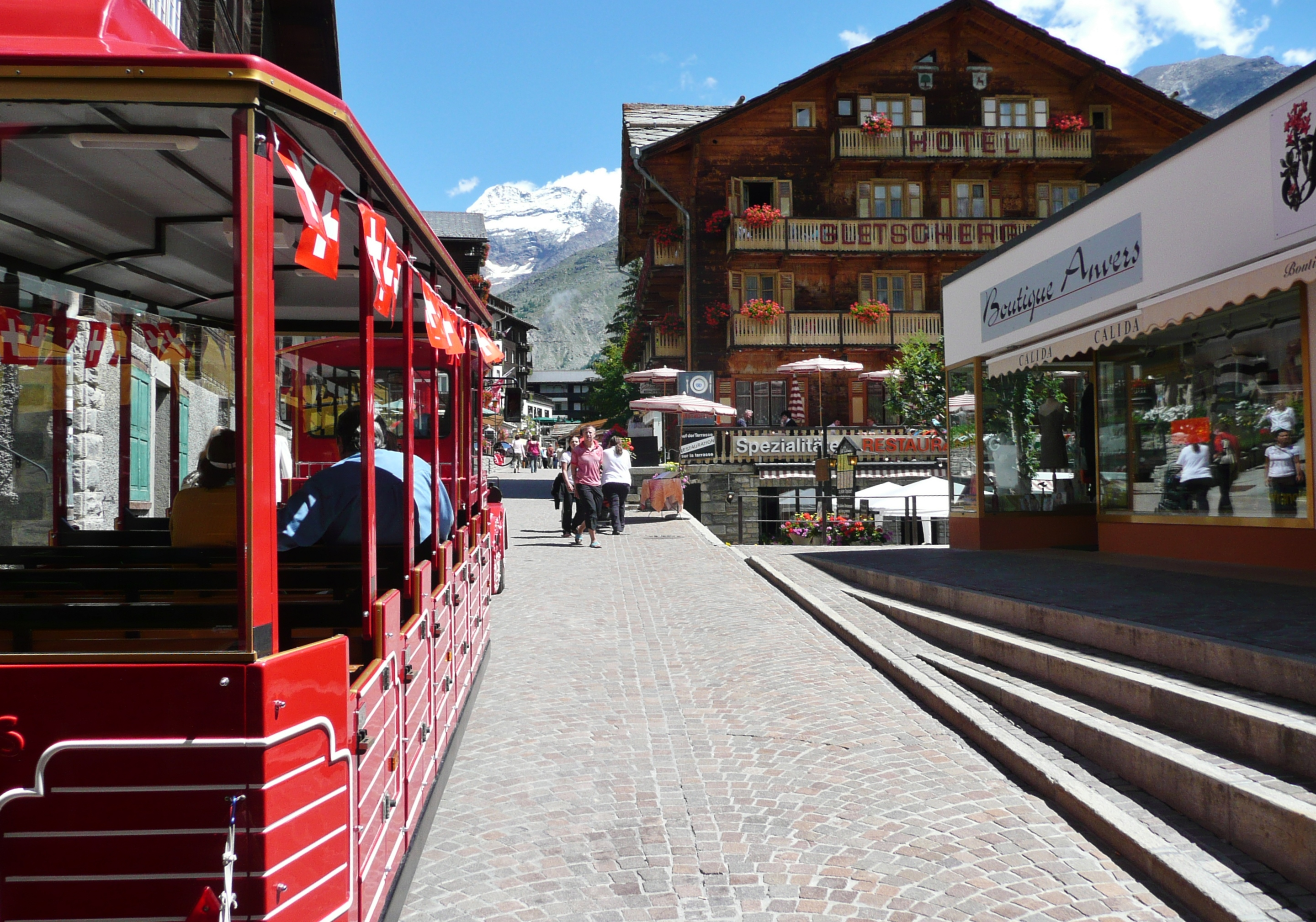
사스페 주거리의 전기 차량

2010년 현재 사스페의 실업률은 3.3%이다. 2008년 기준으로 1차 경제 부문에 5명이 고용되어 있고, 이 부문에 약 2개 기업이 참여하고 있다. 131명이 2차 부문에 고용되었고, 이 부문에 19개의 기업이 있었다. 1,169명이 3차 부문에 고용되었으며, 이 부문에는 182개의 기업이 있다. 시정촌 주민은 883명으로 어느 정도 고용되었으며, 그중 여성이 전체 노동력의 43.8%를 차지하였다.
2008년에 정규직에 해당하는 총 일자리 수는 1,197개였다. 1차 부문의 일자리 수는 2개였으며, 모두 농업에 종사했다. 2차 부문의 일자리 수는 124개로 그중 34개(27.4%)가 제조업, 87개(70.2%)가 건설업이었다. 3차 부문의 일자리는 1,071개였다. 3차 부문에서 181개(16.9%)는 도소매 또는 자동차 수리, 125개(11.7%는 상품의 이동 및 보관, 615개(57.4%)는 호텔 또는 레스토랑, 17개(1.6%)는 보험 또는 금융업이었다. 산업, 32개(3.0%)는 기술 전문가 또는 과학자, 17개(1.6%)는 교육, 12개(1.1%)는 의료 분야에 있었다.
2000년 기준으로 시정촌으로 출퇴근하는 근로자는 227명, 출퇴근 근로자는 65명이었다. 지자체는 근로자의 순수입 지자체이며, 1명이 전출될 때마다 약 3.5명의 근로자가 지자체에 전입한다. 근로 인구의 6.8%는 대중교통을 이용하여 출퇴근하고 4.3%는 자가용을 이용하였다.

## 교육
사스페에서는 인구의 약 613명(42.2%)이 비필수 중등교육을 이수했으며, 113명(7.8%)이 추가 고등교육(대학 또는 응용학문대학)을 마쳤다. 고등교육을 마친 113명 중 65.5%가 스위스 남성, 19.5%가 스위스 여성, 9.7%가 비스위스계 남성, 5.3%가 비스위스계 여성이었다.
2010-2011학년도 동안 사스페 학교 시스템에는 총 137명의 학생이 있었다. 발레주의 교육 시스템은 어린이들이 1년 동안 의무가 아닌 유치원에 다닐 수 있도록 허용한다. 해당 학년도에는 2개의 유치원 학급(KG1 또는 KG2)과 32명의 유치원생이 있다. 발레주의 학교 시스템은 학생들이 6년 동안 초등학교에 다닐 것을 요구한다. 사스페에는 초등학교에 총 8개의 학급과 137명의 학생이 있었다. 중등학교 프로그램은 3년의 낮은 의무 교육(오리엔테이션 수업)과 3~5년의 선택적인 고급 학교로 구성된다. 사스페의 모든 중고등학교 학생들은 인근 시정촌에 있는 학교에 다닌다.
2000년 현재, 시외 학교에 다니는 사스페 출신의 학생은 73명이었다.
사스페는 유럽 대학원(European Graduate School, 약칭 EGS)이 위치한 곳이다. EGS는 1994년에 대학원 학위 수여 학교로 설립되었다. 창립 공헌자에는 자크 데리다 및 장프랑수아 리오타르와 같은 저명한 철학자가 포함되었으며, 슬라보예 지젝, 주디스 버틀러, 알랭 바디우, 피터 그리너웨이 및 기어트 로빈크를 비롯한 많은 주요 사상가가 오늘날까지 그곳에서 가르친다.

## 문화

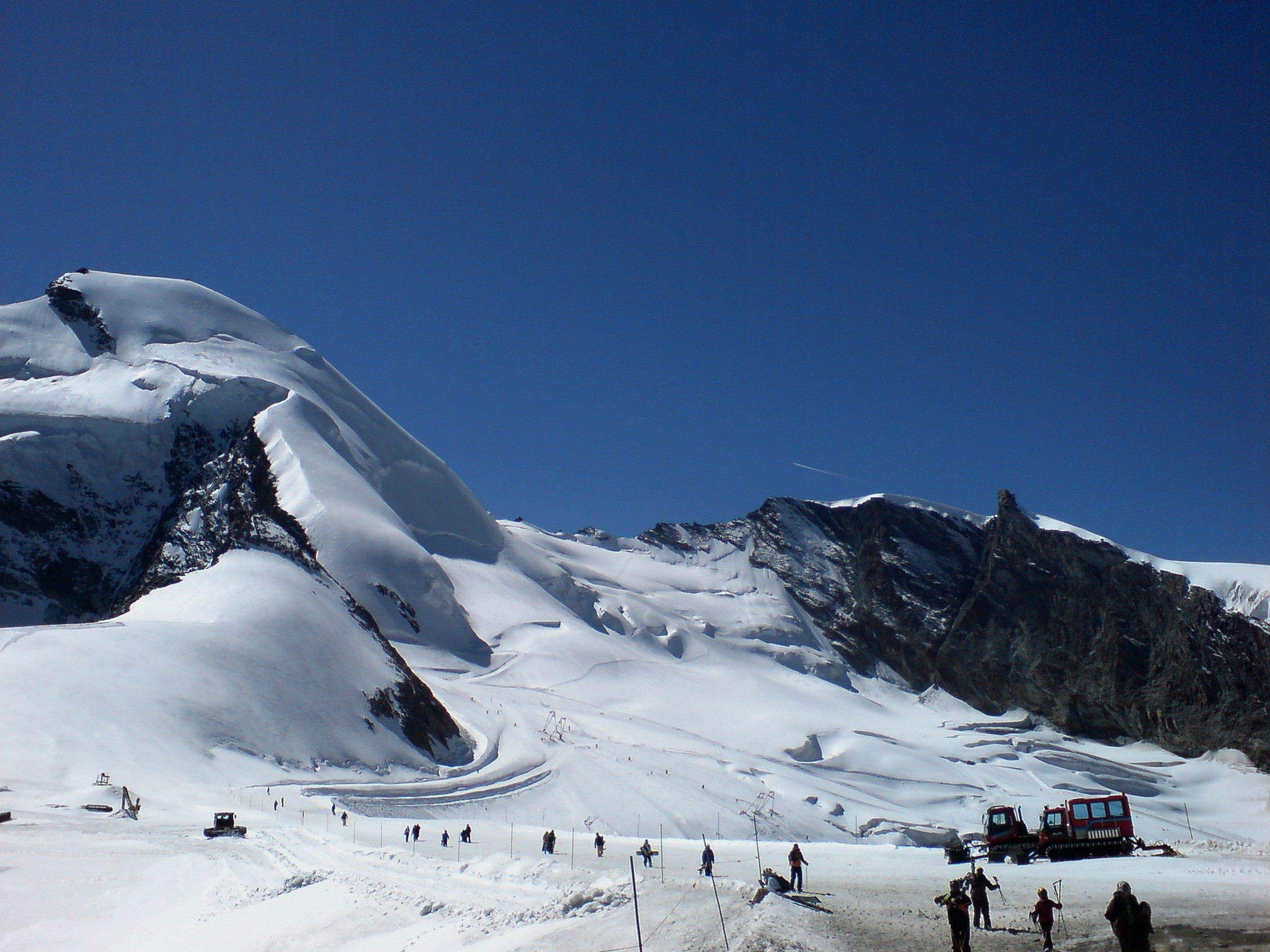
미텔알라린의 여름 스키 지역. 제임스 본드 영화 007 여왕폐하 대작전의 스키 장면 위치

왬!(Wham!)의 히트 싱글 “래스트 크리스마스”(Last Christmas)는 1984년 사스페에서 촬영되었다. 그들이 산을 오르기 위해 탔던 케이블카에는 전형적인 사스페 글꼴로 “사스페”라는 이름이 붙어 있다. 현재는 신형으로 교체된 케이블카가 주거용 건물의 정상 높이보다 상당히 높은 사스페와 펠슈킨의 가장자리 사이를 운행하기 때문에 이것은 예술적 장치로 보인다. 사스페는 앙드레 지드의 소설 《사전군들》(Les faux-monnayeurs)의 두 번째 부분의 배경이기도 하며, 제임스 본드 시리즈인 〈007 여왕폐하 대작전〉(1969년)의 다양한 스키 추격 장면의 배경이기도 하다.

## 주요 산봉우리
| 봉             | 해발                | 최초 등반     |
| -------------- | ------------------- | ------------- |
| 울리히스호른   | 3,925 m (12,877 ft) | 1848-08-10    |
| 슈트랄호른     | 4,190 m (13,750 ft) | 1854-08-15    |
| 플레치호른     | 3,996 m (13,110 ft) | 1854-08-28    |
| 바이스미스     | 4,023 m (13,199 ft) | 1855 – August |
| 라긴호른       | 4,010 m (13,160 ft) | 1856-08-26    |
| 알라린호른     | 4,027 m (13,212 ft) | 1856-08-28    |
| 라텔호른       | 3,198 m (10,492 ft) | 1856-08-28    |
| 돔             | 4,545 m (14,911 ft) | 1858-09-11    |
| 나델호른       | 4,327 m (14,196 ft) | 1858-09-16    |
| 림프피시호른   | 4,198 m (13,773 ft) | 1859-09-09    |
| 알프후벨       | 4,206 m (13,799 ft) | 1860-08-09    |
| 테시호른       | 4,490 m (14,730 ft) | 1862-07-30    |
| 발프린         | 3,795 m (12,451 ft) | 1863-07-06    |
| 호베르크호른   | 4,219 m (13,842 ft) | 1869          |
| 쥐트렌츠       | 4,294 m (14,088 ft) | 1870          |
| Portjengrat    | 3,653 m (11,985 ft) | 1871-09-07    |
| Sonnighorn     | 3,487 m (11,440 ft) | 1879 – August |
| 뒤렌호른       | 4,034 m (13,235 ft) | 1879-09-07    |
| 페히호프       | 3,888 m (12,756 ft) | 1883-07-28    |
| 슈테크나델호른 | 4,242 m (13,917 ft) | 1887-08-08    |

## 교통

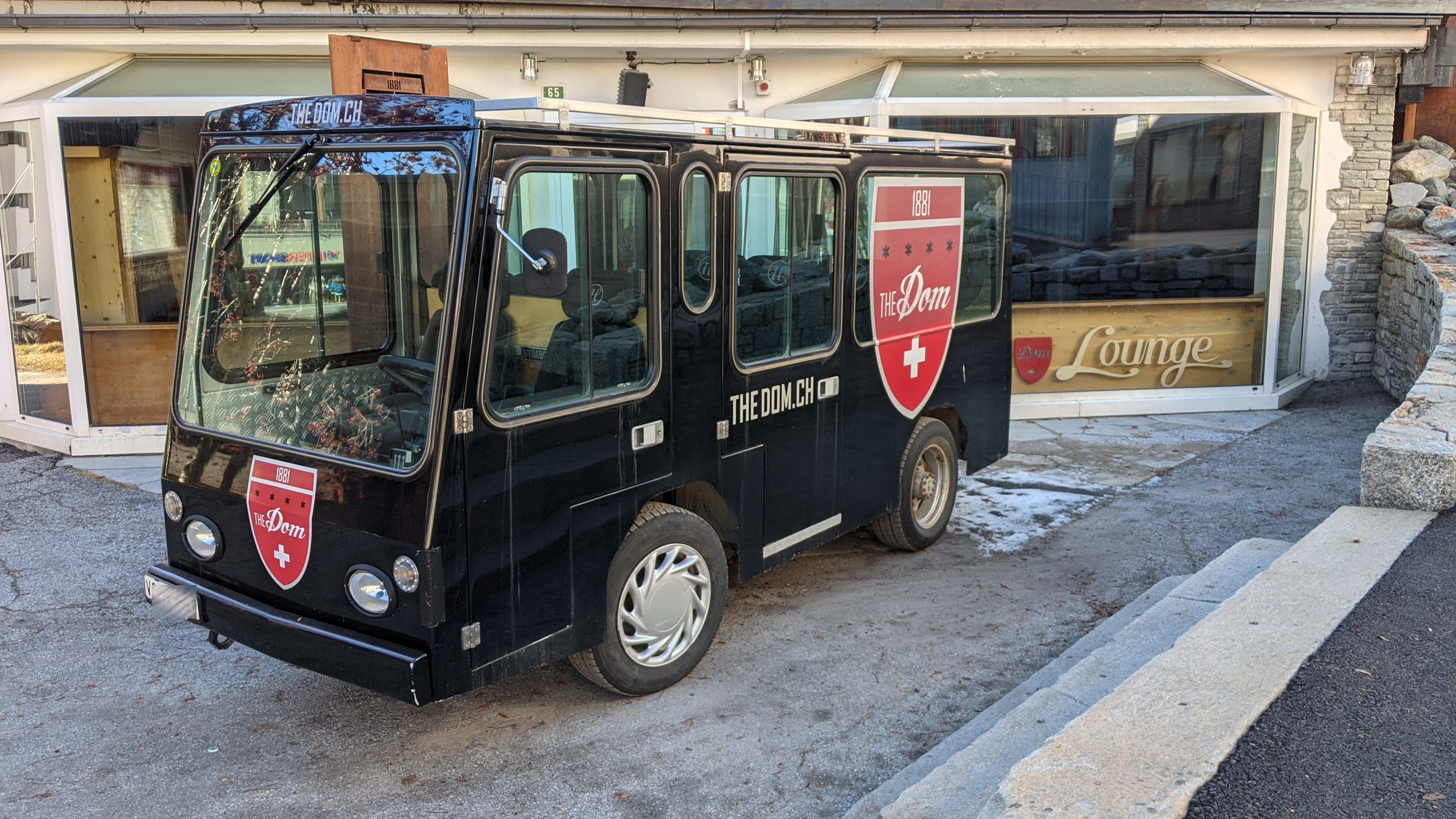
사스페의 일반적인 전기자동차

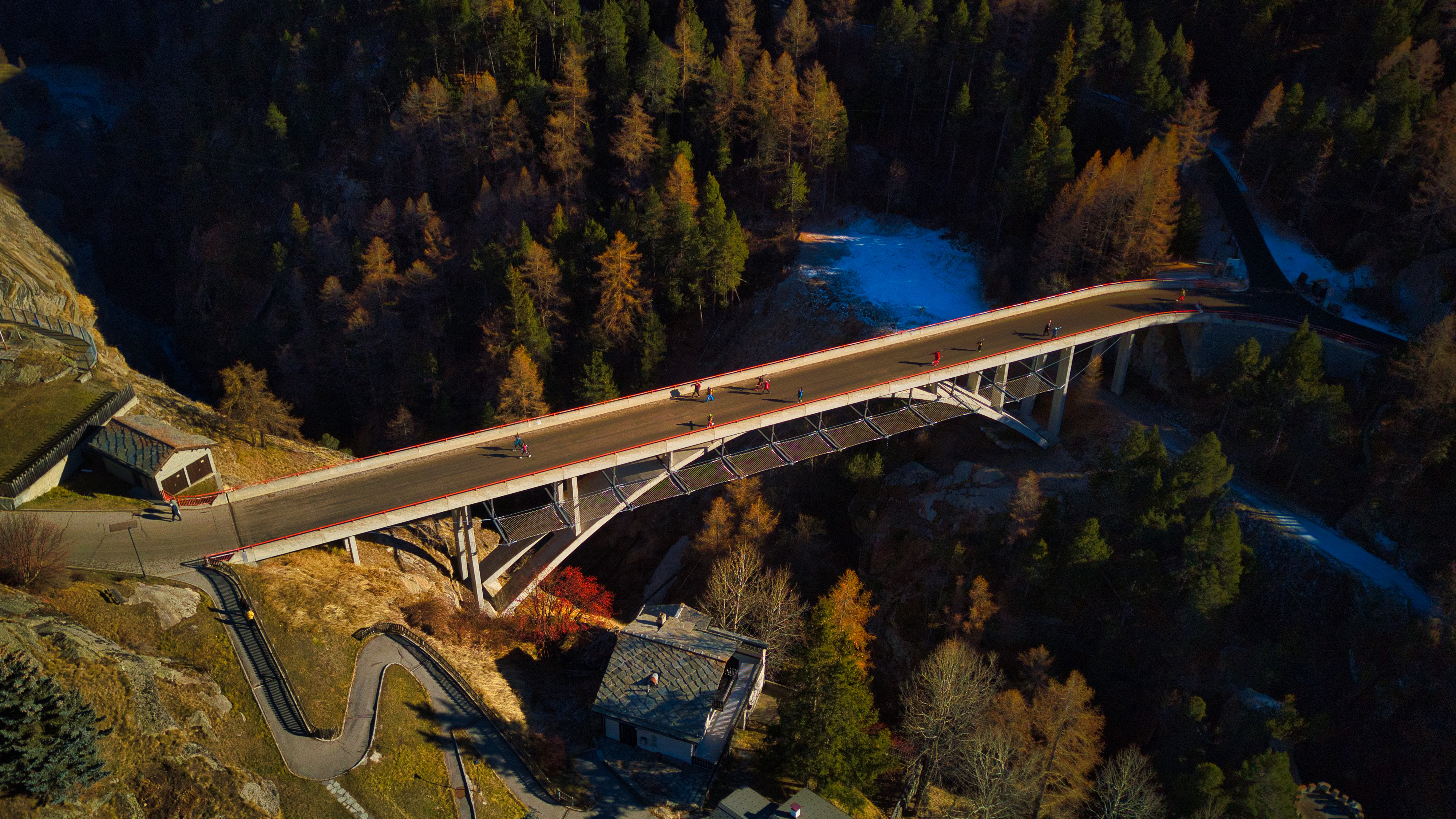
파노라마 다리

사스페로 가는 길은 1951년에 개통되었다. 사스페는 차량 통행이 금지되어 있기 때문에 숙박객을 포함한 차량은 마을 입구에 유료로 주차해야 한다. 의사, 소방대, 쓰레기 처리 등을 제외하고는 전기 자동차만 마을에서 운전할 수 있다. 그럼에도 불구하고 사스페는 피크타임(예: 슬로프가 폐쇄된 겨울 시즌)에 과도한 전기자동차 교통량이 좁은 거리를 채워 보행자 교통에 영향을 미치기 때문에 교통 문제와 씨름해야 한다.
사스페는 버스 노선으로 피스프와 브리크글리스에 연결되어 있다.
19세기에 사스페까지 철도를 건설할 계획이 있었지만, 자스 사람들은 해당 토지를 팔기를 꺼 렸고, 대신 체르마트까지 마터호른 고트하르트 철도가 건설되었다.
세계에서 가장 높은 지하철이라고 불리는 메트로 알핀은 펠슈킨(Felskinn) 산악역에서 출발하지만, 고전적인 정의에 따르면 실제 지하철은 아니다.